# الویت (سبسیراز دو بستو)
الویت (سبسیراز دو بستو) (به پرتغالی: Alvite (Cabeceiras de Basto)) یک سکونتگاه مسکونی در پرتغال است که در Cabeceiras de Basto واقع شده‌است.

## خصوصیات
الویت ۷٫۹۷ کیلومترمربع مساحت و ۹۶۳ نفر جمعیت دارد.